# Diaphus pacificus
Diaphus pacificus är en fiskart som beskrevs av Parr, 1931. Diaphus pacificus ingår i släktet Diaphus och familjen prickfiskar. Inga underarter finns listade i Catalogue of Life.